# 汤加海沟

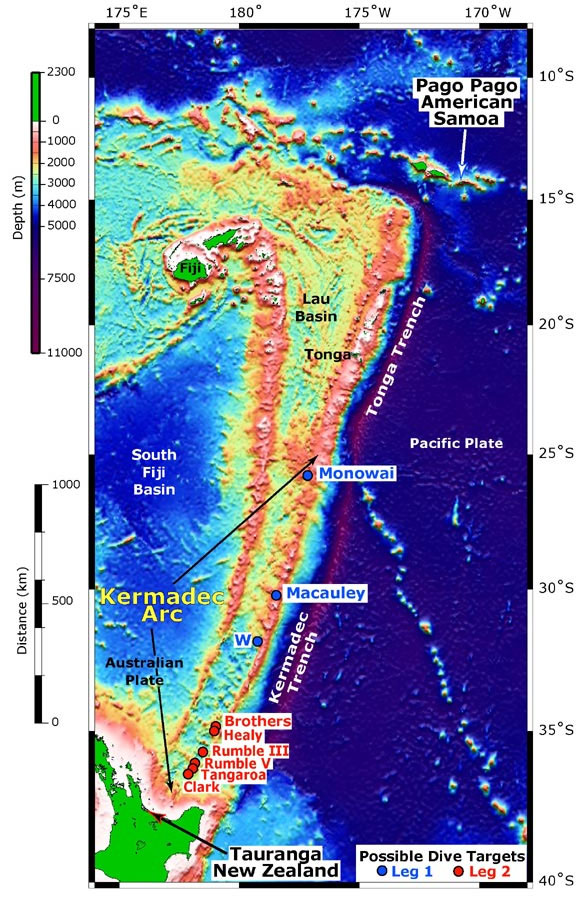
汤加海沟

汤加海沟是一个位于太平洋的海沟，它是南半球最深的海溝，也是地球上僅次於馬里亞納海溝的第二深的海溝。最深处是地平線深淵，深达10,800 ± 10米（35,433 ± 33英尺）。
太平洋板块在澳大利亚板块的东北角潜没於汤加板块，汤加海沟及其弧前在两块板块之间的岩石圈形成了活跃的潜没带。汤加海沟从在纽西兰北岛以北的克马德克群岛伸延至汤加板块以北，成为轉形斷層。两块板块以每年约15厘米的速度聚合，但最近全球定位系统量度得出海沟北部的速度是每年24厘米，这是全球板块移动最快的速度。
这类海沟是大陆地壳形成及物质回收到地幔的主要地方。在汤加海沟，来自地幔的物质形成了島弧系统；海洋地壳的沉积物也被收集得到。
汤加海沟以南的克馬德克海溝基本上是其延伸。

## 地平线深渊
地平线深渊是太平洋東加海溝的最深处，位於23.25833°S 174.726667°W，深约10,800 ± 10米（35,433 ± 33英尺），是地球海洋僅次於馬里亞納海溝挑戰者深淵的第二深的地方，也是南半球海洋的最深點。

### 探測與命名

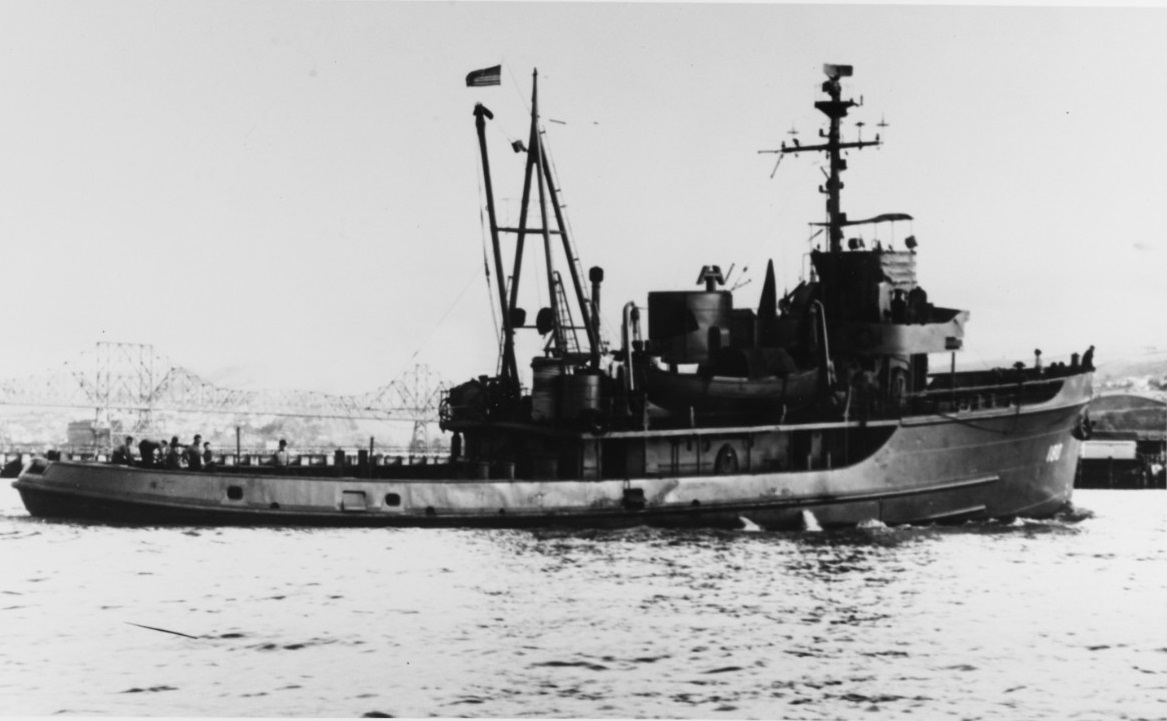
研究船“地平線”號 - 1948年由美軍拖曳艦USS ATA-180改裝而成

它是以斯克里普斯海洋研究所的研究船“地平線（Horizon）”命名，該船的研究員於1952年12月發現了這處海底深淵。

### 生物研究
作為海洋最深的超深淵帶之一，地平線深淵的沉積物蘊藏著線蟲動物門群落。2016年的一項研究發現，該群落個體的豐富度是深淵槽邊緣（(約 6,250米（20,510英尺）)）處的六倍，而它們之間的生物質差異甚至更大。另一方面，深淵槽邊緣的物種多樣性確比深淵大兩倍，這可能是因為深淵中的伺機性物種較少。馬里亞納海溝深處的生物豐度和生物質數量也相似，但是秘魯-智利海溝中的生物豐度和生物質數量則低得多。

## 脚注
1. ↑  . GEBCO. 2015-04-26  [2017-04-09]. （原始内容存档于2021-04-23）.
2. ↑  Leduc et al. 2016，Abstract
3. ↑  Leduc et al. 2016，第8頁